# بچه یینگلیانگ

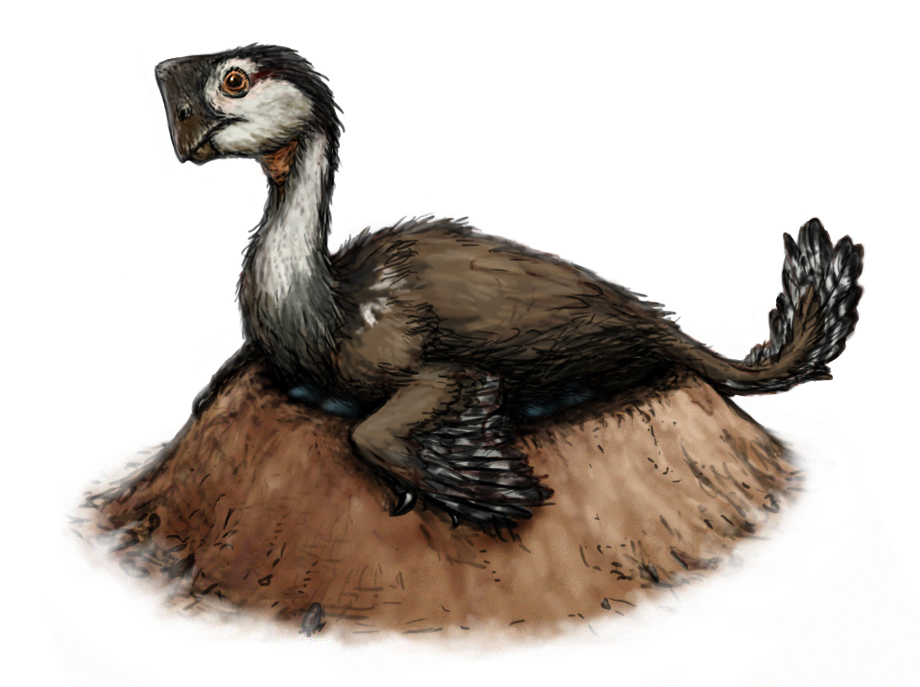
بازسازی تصویر بچه یینگلیانگ

بچه یینگلیانگ (انگلیسی: Baby Yingliang) یک رویان دایناسور کاملاً سالم است که در سال ۲۰۰۰ در گانژوو، جنوب چین کشف شده است. قدمت آن بین ۷۲ تا ۶۶ میلیون سال تخمین زده می‌شود. اعتقاد بر این است که این دایناسور از گونه تروپاد بدون دندان یا اُویراپتوروسور است. این کشف به محققان درک بیشتری از ارتباط بین دایناسورها و پرندگان مدرن داده است. اندازه این فسیل از سر تا دم ۲۷ سانتی‌متر است و در داخل یک تخم ۱۷ سانتی‌متری در موزه تاریخ طبیعت سنگی یینگلیانگ در چین قرار دارد.